# Damien Saez

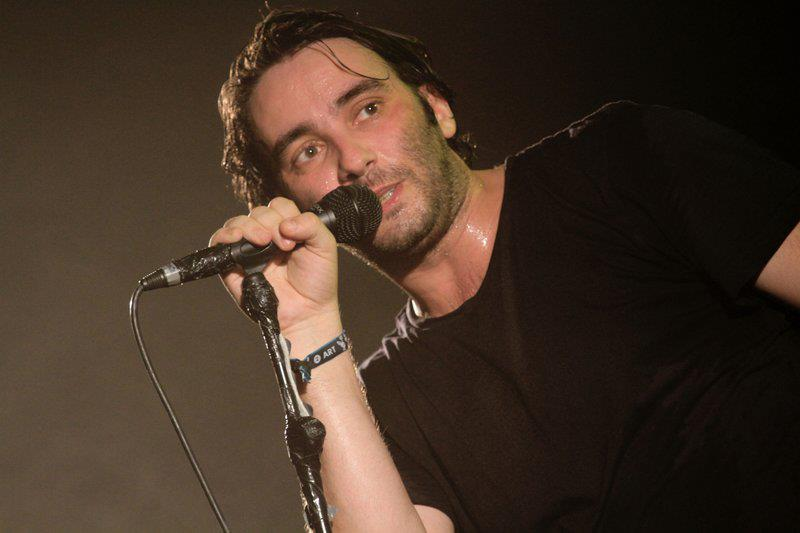
Damien Saez beim Les Ardentes Musikfestival (2010)

Damien Saez (* 1. August 1977 in Saint-Jean-de-Maurienne), Künstlername Saez, ist ein französischer Liedermacher.

## Leben
Damien Saez wurde im Jahr 1977 als Kind einer algerischen Mutter und eines andalusischen Vaters in Südfrankreich geboren, wo er zunächst auch aufwuchs. 1981 ließen sich seine Eltern scheiden. Etwas später zog seine Familie in einen Vorort, eine Banlieue, von Dijon. Seit dem Alter von acht Jahren lernte Saez dort am Conservatoire National de Région de Dijon unter der Leitung des Pianisten Boris Nedeltchev Klavier spielen, das er neun Jahre später mit seinem Diplom verließ. In seiner frühen Jugend begann er zusätzlich, sich für Gitarre und Rockmusik zu begeistern. Seine Karriere als Sänger startete jedoch erst 1995, als er nicht länger mit Bands spielen wollte, deren Songs lediglich Covers berühmter Gruppen wie Pink Floyd waren: Er wollte seine schon aufgenommenen Titel bekannt machen mit dem Hintergedanken, dass diese ein neues Publikum interessieren könnten.
So fing Saez an, seine Liebe für die Poesie auszudrücken, von der er sagt, dass er sie im Alter von 16 Jahren durch seinen Französischlehrer in der elften Klasse erlangt hatte. Diesen beschreibt er als „die Art von Person, die einen die Wörter lieben lehrt“. Um größere Erfolgschancen zu haben, zieht Damien nach Paris und lässt seine Mutter sowie ihren neuen Mann und seine beiden Halbbrüder (geboren 1991 und 1994) in Dijon zurück. Er hat Glück, erhält schnell einen Plattenvertrag und beginnt im Februar 1999 die Aufnahmen für sein erstes Album, Jours étranges. Es wird ein Erfolg.
Im Dezember 2001 erschien seine erste Gedichtsammlung, À ton nom. Im März 2002 veröffentlichte er daraufhin sein zweites Werk, God Blesse/Katagena, ein Doppelalbum. In der Zwischenzeit bot er im Internet (mittels inoffizieller Websites) außerdem ein Album von etwa einer Stunde Länge zum freien Download an, ebenfalls unter dem Titel Katagena. Saez hat zudem an der Produktion des Soundtracks des Films Femme fatale mitgewirkt, der im April 2003 in die Kinos kam.
Im Jahr 2004 erschien Debbie, sein drittes Werk, welches nicht an den Erfolg von Jours étranges anknüpfen konnte. Nach geraumer Zeit in diversen Studios meldete sich Saez 2006/2007 mit drei neuen Titeln (Numb, Killing the Lambs, Yellow Tricycle) auf MySpace zurück und kündigte sein viertes Album sowie eine Tournee für das Jahr 2008 an.
Am 21. April 2008 wurde das Triplealbum Varsovie – L'Alhambra – Paris veröffentlicht, welches in 29 rein akustischen Liedern insbesondere die Trennung von Damiens Langzeitfreundin Katarzyna verarbeitet. Im Juni und Juli 2008 folgten einige Konzerte, bei welchen Saez erstmals mit einem Streichertrio auftrat, sowie das Versprechen, noch im selben Jahr zwei weitere Alben auf den Markt zu bringen, darunter ein englischsprachiges. Aus diesem Versprechen wurde jedoch nichts. Anstatt dessen kam 16. März 2009 das erste rein englischsprachige Album A Lovers Prayer in die Läden. Auf diesem befinden sich sowohl mehrere, von Tourneen und Internetveröffentlichungen bereits bekannte Songs (White Noise, Killing the Lambs, Yellow Tricycle, Numb, Is it O.K.?, Pill for the Ride und Helicopters) als auch mehrere neue Titel, die in Zusammenarbeit mit einer professionellen Übersetzerin entstanden sind.
Der von den Medien zum Provokateur ernannte Saez zögert nicht zu schockieren. So sorgte das Lied Sexe (von dem Album God Blesse) bei seiner Erscheinung für viel Lärm, und unter dem Druck verschiedener Vereine wurde sein Clip von bestimmten französischen Fernsehsendern nicht mehr gespielt. Saez begnügte sich damit, ihn auf seiner offiziellen Website zum kostenlosen Download bereitzustellen.
Saez ist ebenfalls politisch engagiert: Am 22. April 2002, dem Tag nach dem ersten Wahlgang der französischen Präsidentschaftswahlen, veröffentlicht er gratis auf der Seite seines damaligen Labels, Universal Music, ein in etwa zehn Stunden komponiertes und aufgenommenes Lied, Fils de France. Dieses Lied klagt den hohen Prozentsatz an, den der rechtsextreme Jean-Marie Le Pen im ersten Wahlgang erreicht hat, insbesondere um den Jugendlichen, die seine Musik hören, klarzumachen, dass es, wenn es nicht so eine geringe Wahlbeteiligung ihrerseits gegeben hätte, nicht zu den „20 Prozent für das Entsetzen, 20 Prozent für die Angst“ gekommen wäre. Im Mai 2007, kurz vor den Präsidentschaftswahlen in Frankreich, gab Saez erneut Fils de France bei einer Rede der Sozialistin Ségolène Royal zum Besten, um somit auch gegen den damals noch nicht gewählten konservativen Nicolas Sarkozy zu protestieren, der unter anderem für seine Kritik an den Vorstadtjugendlichen 2005 bekannt geworden war.
Außerdem kritisiert Saez offen die USA, wie der Titel seines zweiten Albums, God Blesse, im Zusammenhang mit dem Motto der USA zeigt: God blesse America (Wortspiel: „Möge Gott Amerika segnen“ respektive „Möge Gott Amerika verletzen“). Dieses Album, das nur wenige Monate nach den Ereignissen des 11. Septembers 2001 erschien, zählt mehrere Lieder mit stark für sich sprechenden Namen, beispielsweise WTC, Massoud, oder J’veux du nucléaire („Ich will was Radioaktives“).
Die Musik von Saez richtete sich anfangs an ein junges Publikum, das nicht nur von seinen politischen Stücken betroffen war, sondern auch von seinen einfachen Liedern, die häufig vom Leben an der Schule, von der Liebe und irgendwie vom Alltagsleben erzählten, doch auch Tabuthemen wie Suizid, Alkohol, Drogen und Sex nicht unberührt ließen. Mittlerweile ist sein Image vom rebellierenden postpubertären Rockstar etwas in die Ferne gerückt, die Texte sind tiefgründiger, poetischer und intimer geworden.
Saez ist ein vollständiger Künstler. Grundsätzlich eher der Rocksänger (Jeune et con auf Jours étranges, das Lied, das ihn der großen Öffentlichkeit zugänglich gemacht hat, Sauver cette étoile …), handhabt er genauso gut Technobeats (Sexe), weiche und poetische Lieder (Petit Prince auf Jours étranges oder So gorgeous und J'veux qu'on baise sur ma tombe auf God Blesse), Filmmusik (Femme fatale 2002) und Klaviersoli (Theme I und Theme II auf God Blesse), und rein akustische Lieder (wie auf Varsovie – L'Alhambra – Paris) als Solokünstler. Das Erscheinungsdatum seines autobiographischen Werkes ist noch unklar.

## Diskografie

### Alben
| Jahr | Titel                                             | Höchstplatzierung, Gesamtwochen, AuszeichnungChartplatzierungen (Jahr, Titel, Platzierungen, Wochen, Auszeichnungen, Anmerkungen) | Höchstplatzierung, Gesamtwochen, AuszeichnungChartplatzierungen (Jahr, Titel, Platzierungen, Wochen, Auszeichnungen, Anmerkungen) | Höchstplatzierung, Gesamtwochen, AuszeichnungChartplatzierungen (Jahr, Titel, Platzierungen, Wochen, Auszeichnungen, Anmerkungen) | Anmerkungen                                            |
| Jahr | Titel                                             | FR | BEW | CH | Anmerkungen                                            |
| ---- | ------------------------------------------------- | --- | --- | --- | ------------------------------------------------------ |
| 1999 | Jours étranges                                    | FR22 ×2Doppelgold · (46 Wo.)FR | — | — | Erstveröffentlichung: 25. Oktober 1999                 |
| 2002 | God blesse                                        | FR10 (26 Wo.)FR | BEW26 (4 Wo.)BEW | CH52 (4 Wo.)CH | Erstveröffentlichung: 26. März 2002                    |
| 2004 | Debbie                                            | FR2 (23 Wo.)FR | BEW4 (7 Wo.)BEW | CH30 (4 Wo.)CH | Erstveröffentlichung: 31. August 2004                  |
| 2008 | Varsovie – L’Alhambra – Paris                     | FR3 (27 Wo.)FR | BEW13 (20 Wo.)BEW | CH45 (4 Wo.)CH | Erstveröffentlichung: 21. April 2008 Triplealbum       |
| 2008 | Paris                                             | FR83 (4 Wo.)FR | BEW95 (1 Wo.)BEW | — | Erstveröffentlichung: 21. April 2008                   |
| 2009 | A Lovers Prayer                                   | FR9 (6 Wo.)FR | BEW20 (4 Wo.)BEW | — | Erstveröffentlichung: 16. März 2009                    |
| 2010 | J’accuse                                          | FR3 (48 Wo.)FR | BEW7 (29 Wo.)BEW | CH25 (7 Wo.)CH | Erstveröffentlichung: 29. März 2010                    |
| 2012 | Messina                                           | FR2 (29 Wo.)FR | BEW2 (31 Wo.)BEW | CH24 (3 Wo.)CH | Erstveröffentlichung: 17. September 2012               |
| 2013 | Miami – Holy Bible                                | FR4 (17 Wo.)FR | BEW14 (26 Wo.)BEW | CH26 (3 Wo.)CH | Erstveröffentlichung: 18. März 2013                    |
| 2016 | Le manifeste – L’oiseau liberté & prélude acte II | FR15 Gold · (20 Wo.)FR | BEW41 (21 Wo.)BEW | CH30 (3 Wo.)CH | Erstveröffentlichung: 9. Dezember 2016                 |
| 2017 | Le manifeste vol. 1 – Mon Européenne              | — | BEW134 (2 Wo.)BEW | — | Erstveröffentlichung: 10. März 2017                    |
| 2017 | Le manifeste vol. 2 – Lulu                        | FR4 Gold · (14 Wo.)FR | BEW12 (17 Wo.)BEW | CH34 (3 Wo.)CH | Erstveröffentlichung: 10. März 2017                    |
| 2017 | Le manifeste vol. 3 – Les bords de Seine          | — | BEW151 (3 Wo.)BEW | — | Erstveröffentlichung: 10. März 2017                    |
| 2018 | #Humanité                                         | FR13 Gold · (21 Wo.)FR | BEW56 (11 Wo.)BEW | CH26 (2 Wo.)CH | Erstveröffentlichung: 30. November 2018                |
| 2019 | Messina / Messine                                 | FR125 (1 Wo.)FR | — | — |                                                        |
| 2019 | Le manifeste 2016–2019                            | FR11 Gold · (9 Wo.)FR | BEW36 (7 Wo.)BEW | CH48 (2 Wo.)CH | Erstveröffentlichung: 22. November 2019                |
| 2021 | Le manifeste                                      | FR129 (1 Wo.)FR | BEW133 (1 Wo.)BEW | — | Erstveröffentlichung: 1. Dezember 2021 Box mit 9 Alben |
| 2022 | Telegram                                          | FR40 (4 Wo.)FR | BEW76 (2 Wo.)BEW | — | Erstveröffentlichung: 9. Dezember 2022 EP              |
| 2025 | Apocalypse                                        | FR108 (2 Wo.)FR | — | — | Erstveröffentlichung: 28. März 2025                    |

Weitere Alben
- 2002: Femme Fatale O.S.T.

### Singles
| Jahr | Titel Album                                                           | Höchstplatzierung, Gesamtwochen, AuszeichnungChartplatzierungen (Jahr, Titel, Album, Platzierungen, Wochen, Auszeichnungen, Anmerkungen) | Höchstplatzierung, Gesamtwochen, AuszeichnungChartplatzierungen (Jahr, Titel, Album, Platzierungen, Wochen, Auszeichnungen, Anmerkungen) | Anmerkungen                         |
| Jahr | Titel Album                                                           | FR | BEW | Anmerkungen                         |
| ---- | --------------------------------------------------------------------- | --- | --- | ----------------------------------- |
| 2000 | Jeune et con Jours étranges                                           | FR14 (28 Wo.)FR | — |                                     |
| 2000 | Sauver cette étoile Jours étranges                                    | FR70 (5 Wo.)FR | — |                                     |
| 2002 | Sexe / Solution God blesse                                            | FR41 (4 Wo.)FR | — |                                     |
| 2010 | J’accuse                                                              | — | BEW14 (9 Wo.)BEW | Erstveröffentlichung: 29. März 2010 |
| 2013 | Miami Miami – Holy Bible                                              | FR67 (1 Wo.)FR | — |                                     |
| 2016 | Les enfants paradis Le manifeste – L’oiseau liberté & prélude acte II | FR184 Gold · (1 Wo.)FR | — |                                     |

Weitere Lieder
- 2019: Mon Européenne (FR: Gold)

## Bibliografie
- 2001: À Ton Nom, ISBN 2-7427-3555-0.